# Макрели
Макрели, или королевские макрели  (лат. Scomberomorus), — род лучепёрых рыб из семейства скумбриевых отряда скумбриеобразных. Это эпипелагические рыбы, обитающие в прибрежных водах. Тело веретёнообразное, покрыто мелкой рудиментарной чешуёй, не образующей брони. Плавательный пузырь отсутствует за исключением Scomberomorus sinensis.

## Этимология
Русское наименование рыбы заимствовано из нидерл. makreel, восходящему в свою очередь, к ср.-лат. macarellus.

## Биология
Рацион состоит в основном из рыб (анчоусы, сардины), а также креветок и кальмаров. На макрелей охотятся крупные тунцы, марлины, акулы, дельфины, морские львы и пеликаны.

## Описание
Для макрелей  характерно удлинённое веретеновидное тело, тонкий хвостовой стебель с простым килем.  Зубы ножевидной формы. Голова короткая. Имеются сошниковые и нёбные зубы. Верхнечелюстная кость не спрятана под предглазничную. 2 спинных плавника разделены небольшим промежутком. Боковая линия не волнистая, с одним изгибом. Брюшные плавники маленькие.  Брюшной межплавниковый отросток маленький и раздвоенный. Зубы на языке отсутствуют. Количество жаберных тычинок на первой жаберной дуге 1—27. Позвонков 41—56. В первом спинном плавнике 12—22 колючих луча, во втором спинном 15—25 и в анальном плавнике 15—28 мягких лучей, анальный шип жёсткий. Позади второго спинного и анального плавников пролегает ряд (6—11 и 5—12 соответственно) более мелких плавничков, помогающих избегать образования водоворотов при быстром движении. Грудные плавники короткие, образованы 18—21 лучами. Спинка сине-стального цвета. Бока и брюшко серебристо-жёлтые. В зависимости от вида присутствуют пятнышки, полосы и прочие отметины.

## Классификация
К роду относят 18 видов:
- Scomberomorus brasiliensis Collette, Russo & Zavala-Camin, 1978 — Бразильская макрель
- Scomberomorus cavalla (Cuvier, 1829) — Королевская макрель, или макрель-кавалла
- Scomberomorus commerson (Lacépède, 1800) — Узкополосая макрель, или испанская макрель, или полосатая королевская макрель
- Scomberomorus concolor (Lockington, 1879) — Калифорнийская макрель, или одноцветная макрель
- Scomberomorus guttatus (Bloch & Schneider, 1801) — Пятнистая пеламида, или индийская королевская макрель
- Scomberomorus koreanus (Kishinouye, 1915) — Корейская макрель
- Scomberomorus lineolatus (Cuvier, 1829) — Продольно-полосатая пеламида
- Scomberomorus maculatus (Mitchill, 1815) — Испанская пятнистая макрель
- Scomberomorus multiradiatus Munro, 1964 — Папуанская макрель
- Scomberomorus munroi Collette & Russo, 1980 — Австралийская пятнистая макрель
- Scomberomorus niphonius (Cuvier, 1832) — Мелкопятнистая макрель, или японская королевская макрель, или савара
- Scomberomorus plurilineatus Fourmanoir, 1966 — Многополосая макрель, или малагасийская макрель
- Scomberomorus queenslandicus Munro, 1943 — Квинслендская макрель
- Scomberomorus regalis (Bloch, 1793) — Западноатлантическая королевская макрель
- Scomberomorus semifasciatus (MacLeay, 1883) — Широкополосая макрель, или австралийская макрель
- Scomberomorus sierra Jordan & Starks, 1895 — Перуанская макрель
- Scomberomorus sinensis (Lacépède, 1800) — Китайская макрель
- Scomberomorus tritor (Cuvier, 1832) — Западноафриканская макрель, или африканская королевская макрель

## Хозяйственное значение
Макрель — ценная промысловая рыба. Промысел ведётся жаберными сетями, ярусами и кошельковыми неводами. Мясо быстро портится без обработки. Поступает на рынок в свежем, замороженном, копчёном, солёном и консервированном виде. В странах Латинской Америки и Карибского бассейна из сырого мяса макрелей готовят севиче с добавлением лимонного сока, соли и перца. 

## Опасность для человека
В районах любительского рыболовства на маломерных судах крупные экземпляры макрели в прыжке неоднократно наносили тяжёлые травмы рыбакам. Зафиксированы и смертельные случаи.